# Ligne Yamaguchi
Ne doit pas être confondu avec Ligne Seibu Yamaguchi.
La ligne Yamaguchi (山口線, Yamaguchi-sen) est une ligne ferroviaire de la compagnie JR West au Japon. Elle relie la gare de Shin-Yamaguchi dans la préfecture de Yamaguchi à la gare de Masuda dans la préfecture de Shimane.

## Histoire
La section entre Ogori (aujourd'hui Shin-Yamaguchi) et Yamaguchi ouvre le 20 février 1913. La ligne est ensuite prolongée par étapes jusqu'à Masuda, qu'elle atteint le 1er avril 1923. 

## Caractéristiques

### Ligne
- Longueur : 93,9 km
- Ecartement : 1 067 mm
- Alimentation : non électrifié

### Services
La ligne est empruntée par des trains omnibus, quelques trains rapides entre Yamaguchi et Shin-Yamaguchi et par les trains express Super Oki qui continuent après Masuda sur la ligne principale San'in jusqu'à Tottori.
Les week-ends et jours fériés, le train à vapeur SL Yamaguchi fait un aller-retour entre Shin-Yamaguchi et Tsuwano.

### Liste des gares

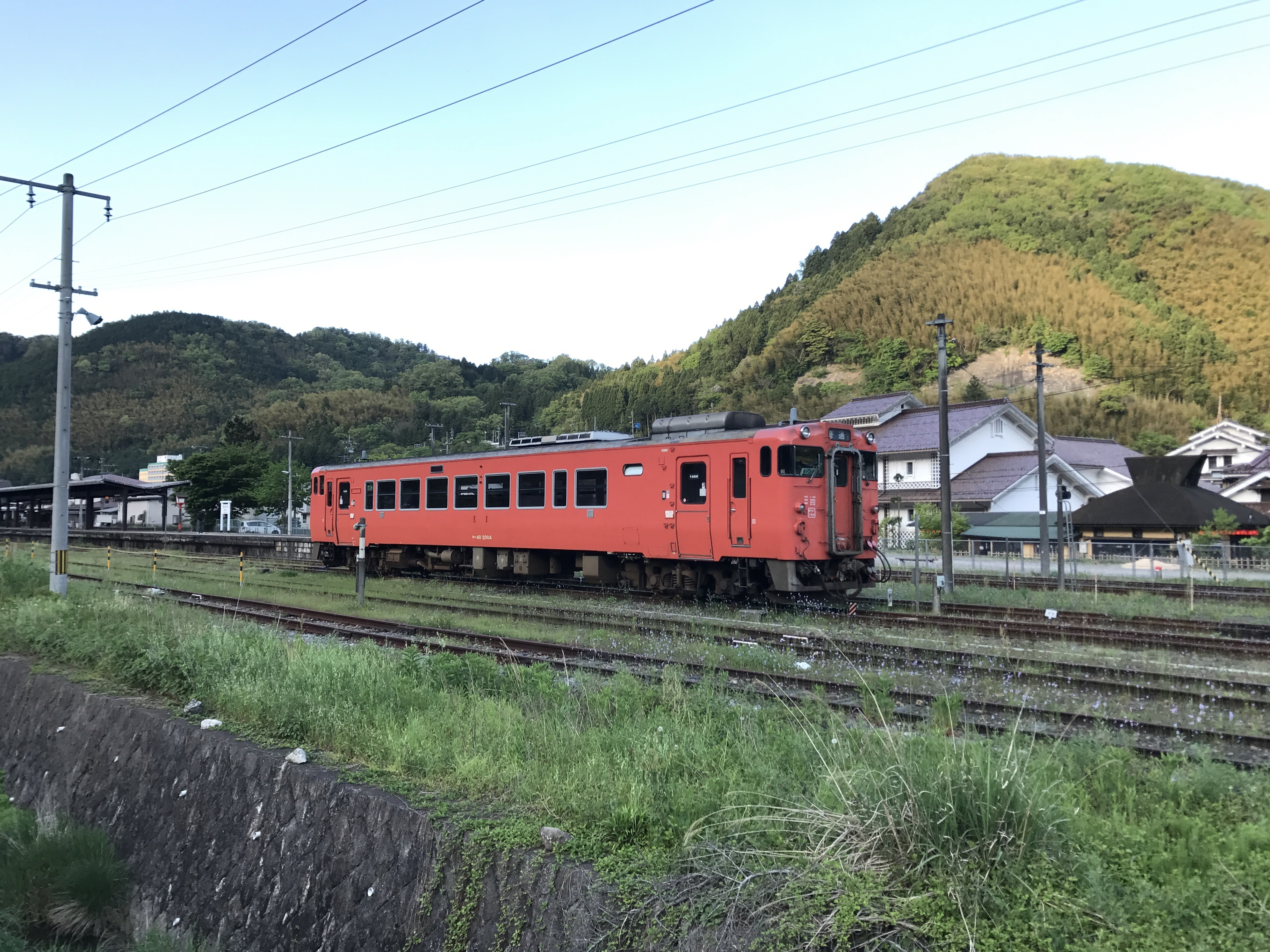
La ligne à Tsuwano.

| Gare           | Nom japonais | Distance depuis Okayama (km) | Correspondances                        | Localisation | Localisation            |
| -------------- | ------------ | ---------------------------- | -------------------------------------- | ------------ | ----------------------- |
| Shin-Yamaguchi | 新山口       | 0                            | JR West : Sanyō Shinkansen, Sanyō, Ube | Yamaguchi    | Préfecture de Yamaguchi |
| Suō-Shimogō    | 周防下郷     | 1,0                          |                                        | Yamaguchi    | Préfecture de Yamaguchi |
| Kamigō         | 上郷         | 2,7                          |                                        | Yamaguchi    | Préfecture de Yamaguchi |
| Nihozu         | 仁保津       | 4,6                          |                                        | Yamaguchi    | Préfecture de Yamaguchi |
| Ōtoshi         | 大歳         | 7,3                          |                                        | Yamaguchi    | Préfecture de Yamaguchi |
| Yabara (ja)    | 矢原         | 8,6                          |                                        | Yamaguchi    | Préfecture de Yamaguchi |
| Yudaonsen      | 湯田温泉     | 10,3                         |                                        | Yamaguchi    | Préfecture de Yamaguchi |
| Yamaguchi      | 山口         | 12,7                         |                                        | Yamaguchi    | Préfecture de Yamaguchi |
| Kami-Yamaguchi | 上山口       | 13,9                         |                                        | Yamaguchi    | Préfecture de Yamaguchi |
| Miyano         | 宮野         | 15,5                         |                                        | Yamaguchi    | Préfecture de Yamaguchi |
| Niho           | 仁保         | 20,2                         |                                        | Yamaguchi    | Préfecture de Yamaguchi |
| Shinome        | 篠目         | 28,9                         |                                        | Yamaguchi    | Préfecture de Yamaguchi |
| Chōmonkyō      | 長門峡       | 32,3                         |                                        | Yamaguchi    | Préfecture de Yamaguchi |
| Watarigawa     | 渡川         | 35,5                         |                                        | Yamaguchi    | Préfecture de Yamaguchi |
| Mitani         | 三谷         | 38,6                         |                                        | Yamaguchi    | Préfecture de Yamaguchi |
| Nagusa         | 名草         | 41,4                         |                                        | Yamaguchi    | Préfecture de Yamaguchi |
| Jifuku         | 地福         | 43,9                         |                                        | Yamaguchi    | Préfecture de Yamaguchi |
| Nabekura       | 鍋倉         | 46,4                         |                                        | Yamaguchi    | Préfecture de Yamaguchi |
| Tokusa         | 徳佐         | 49,9                         |                                        | Yamaguchi    | Préfecture de Yamaguchi |
| Funahirayama   | 船平山       | 52,8                         |                                        | Yamaguchi    | Préfecture de Yamaguchi |
| Tsuwano        | 津和野       | 62,9                         |                                        | Tsuwano      | Préfecture de Shimane   |
| Aonoyama       | 青野山       | 66,1                         |                                        | Tsuwano      | Préfecture de Shimane   |
| Nichihara      | 日原         | 72,8                         |                                        | Tsuwano      | Préfecture de Shimane   |
| Aohara         | 青原         | 77,5                         |                                        | Tsuwano      | Préfecture de Shimane   |
| Higashi-Aohara | 東青原       | 80,6                         |                                        | Tsuwano      | Préfecture de Shimane   |
| Iwami-Yokota   | 石見横田     | 84,7                         |                                        | Masuda       | Préfecture de Shimane   |
| Honmataga      | 本俣賀       | 89,6                         |                                        | Masuda       | Préfecture de Shimane   |
| Masuda         | 益田         | 93,9                         | JR West : San'in (interconnexion)      | Masuda       | Préfecture de Shimane   |

## Matériel roulant

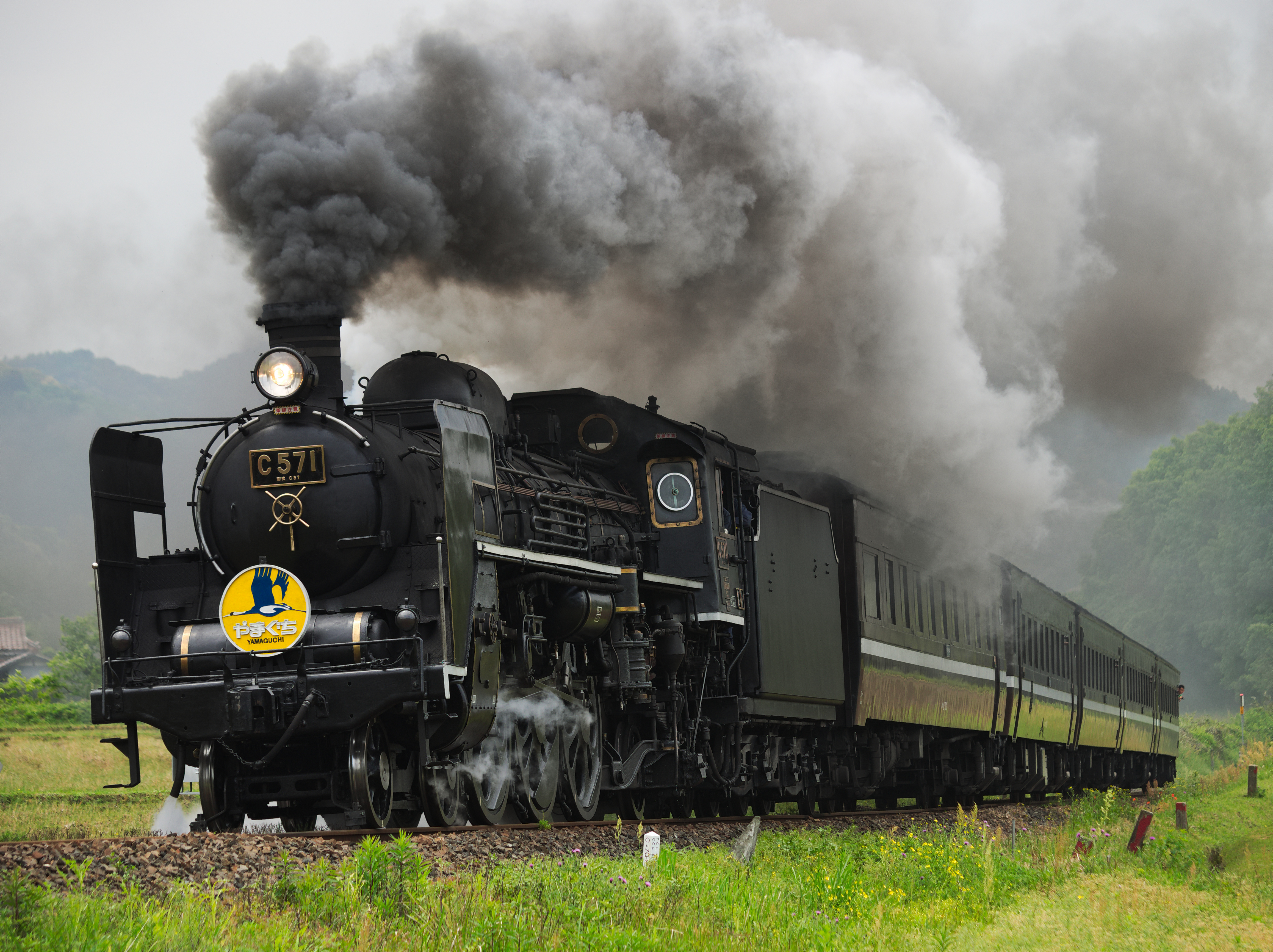
SL Yamaguchi
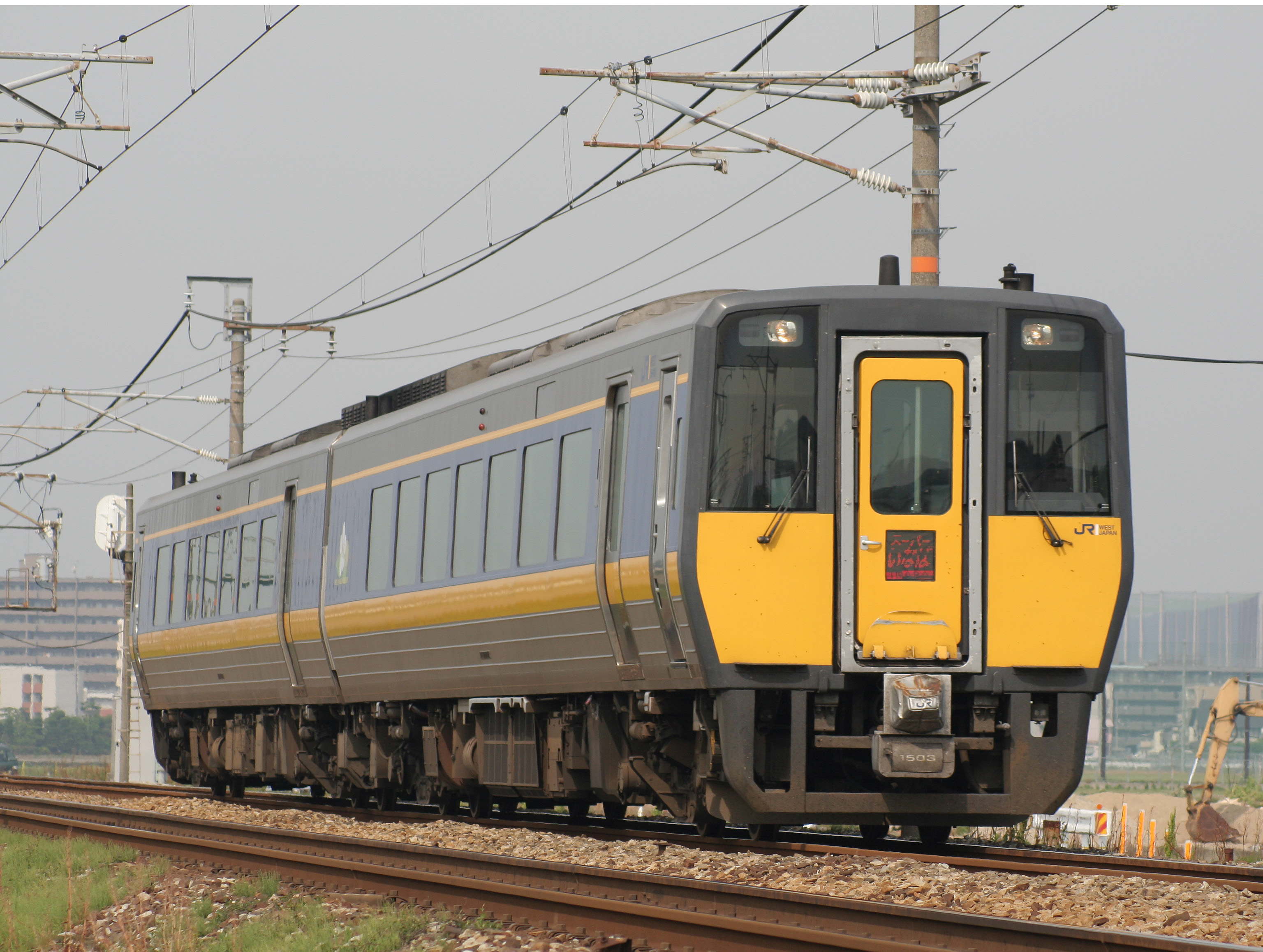
KiHa série 187 Super Oki
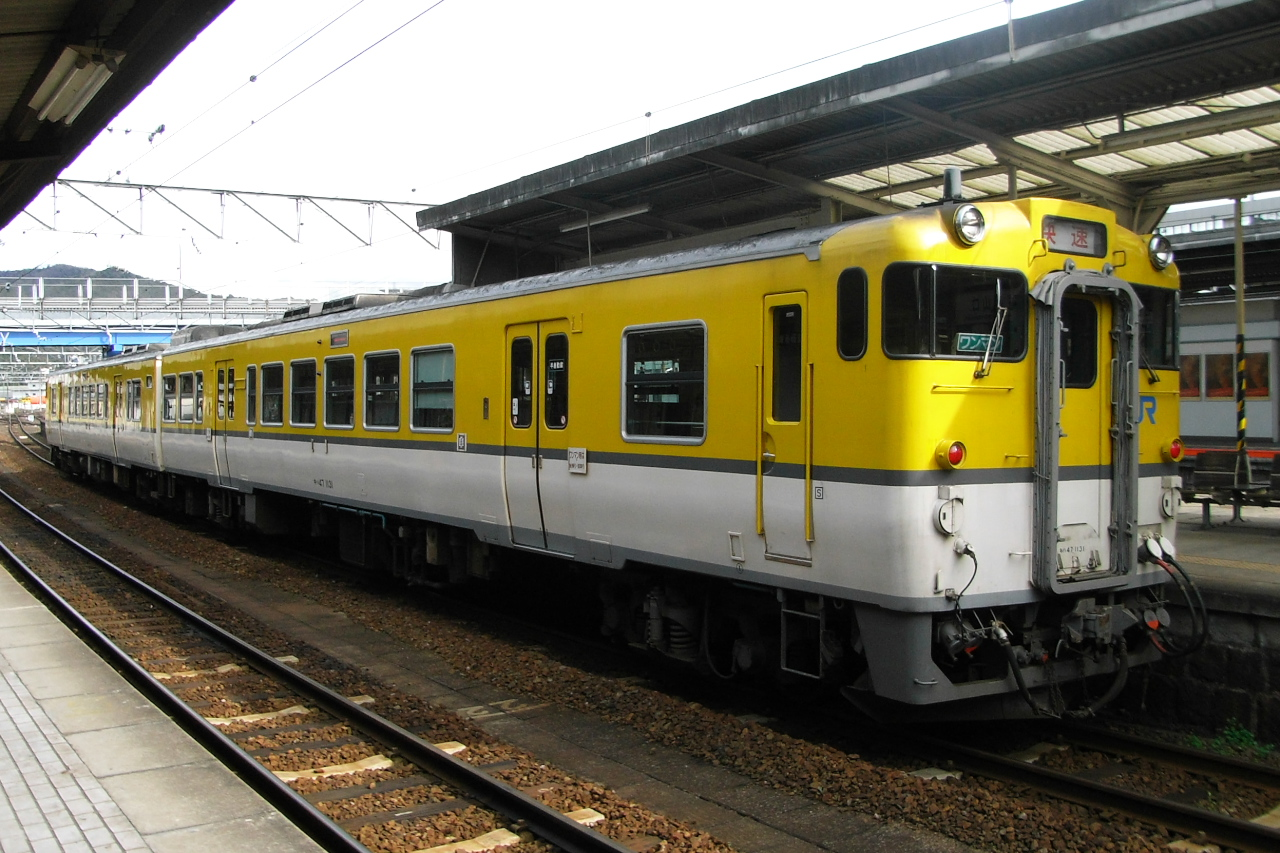
KiHa série 47
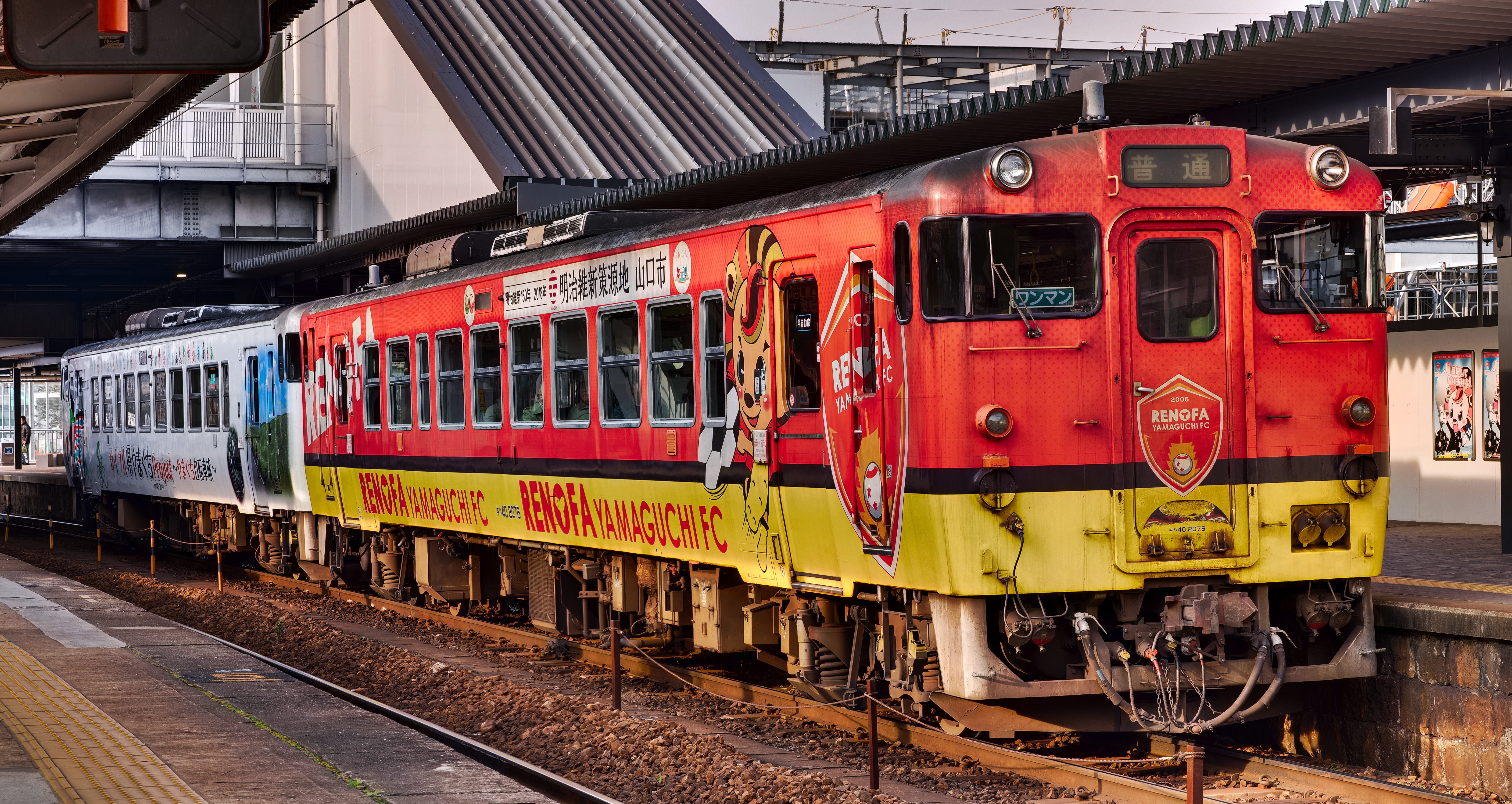
KiHa série 40